# ВАЗ-2110
LADA 110 (ВАЗ-2110) — чотиридверний передньопривідний седан Волжського автомобільного заводу. Випускався з 1995 р. по 2007 р.
Також на базі автомобілів «десятого» покоління випускалися аналогічні автомобілі з комплектувальних ВАТ «АВТОВАЗ» і інших світових виробників (наприклад, автомобілі Богдан-2110, що збирався в Україні на заводі корпорації "Богдан").

## Історія створення

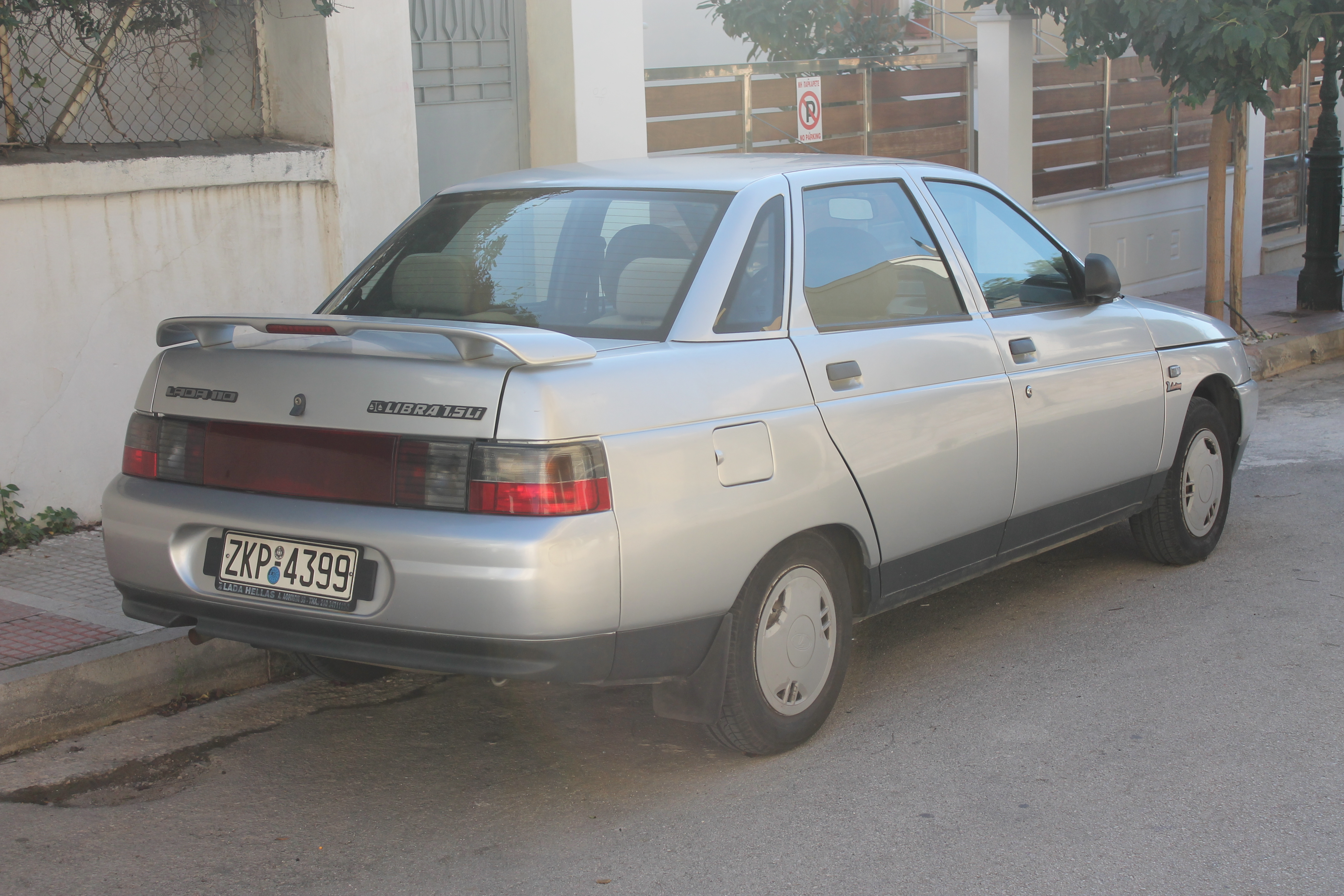
ВАЗ-2110

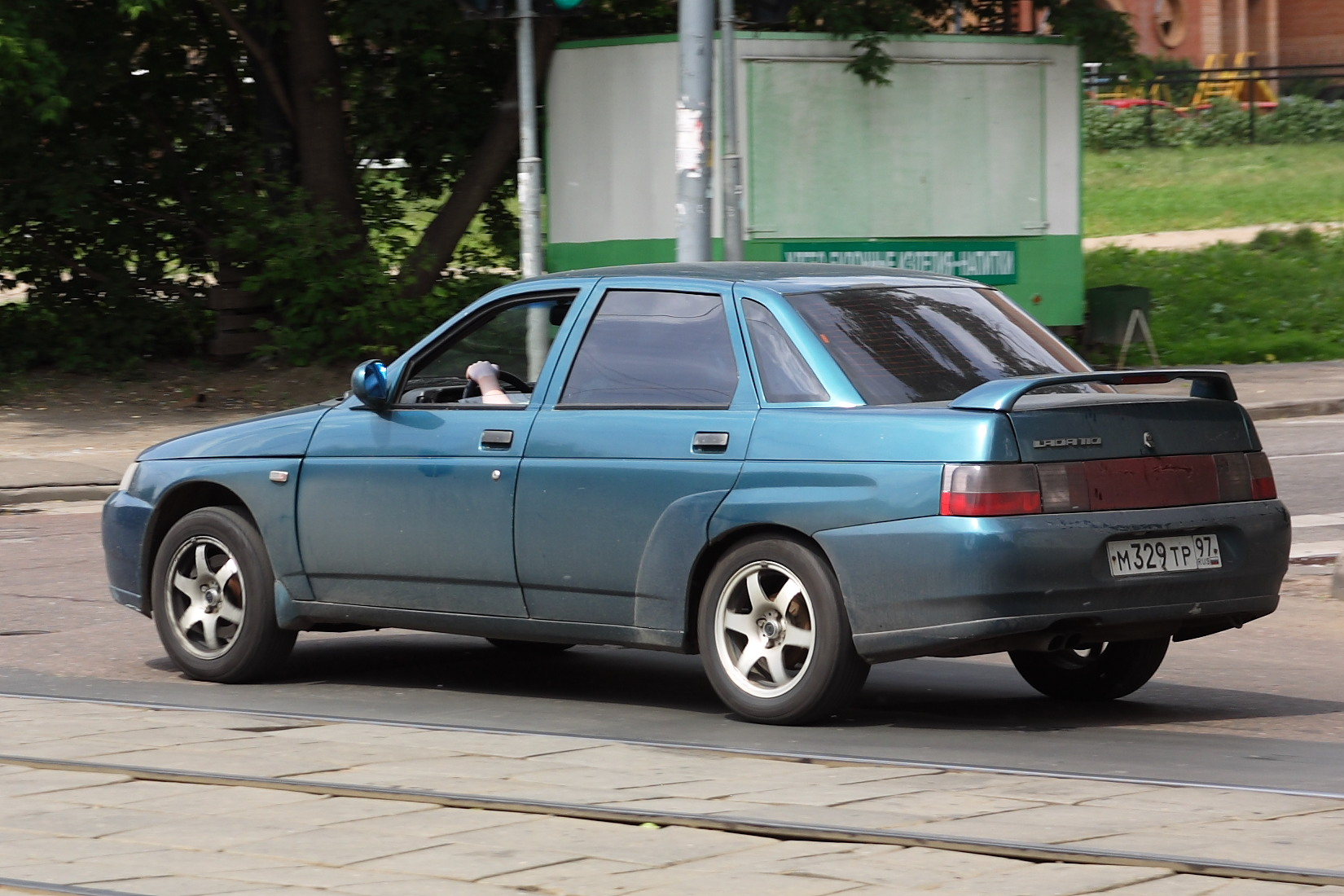
ВАЗ-21106

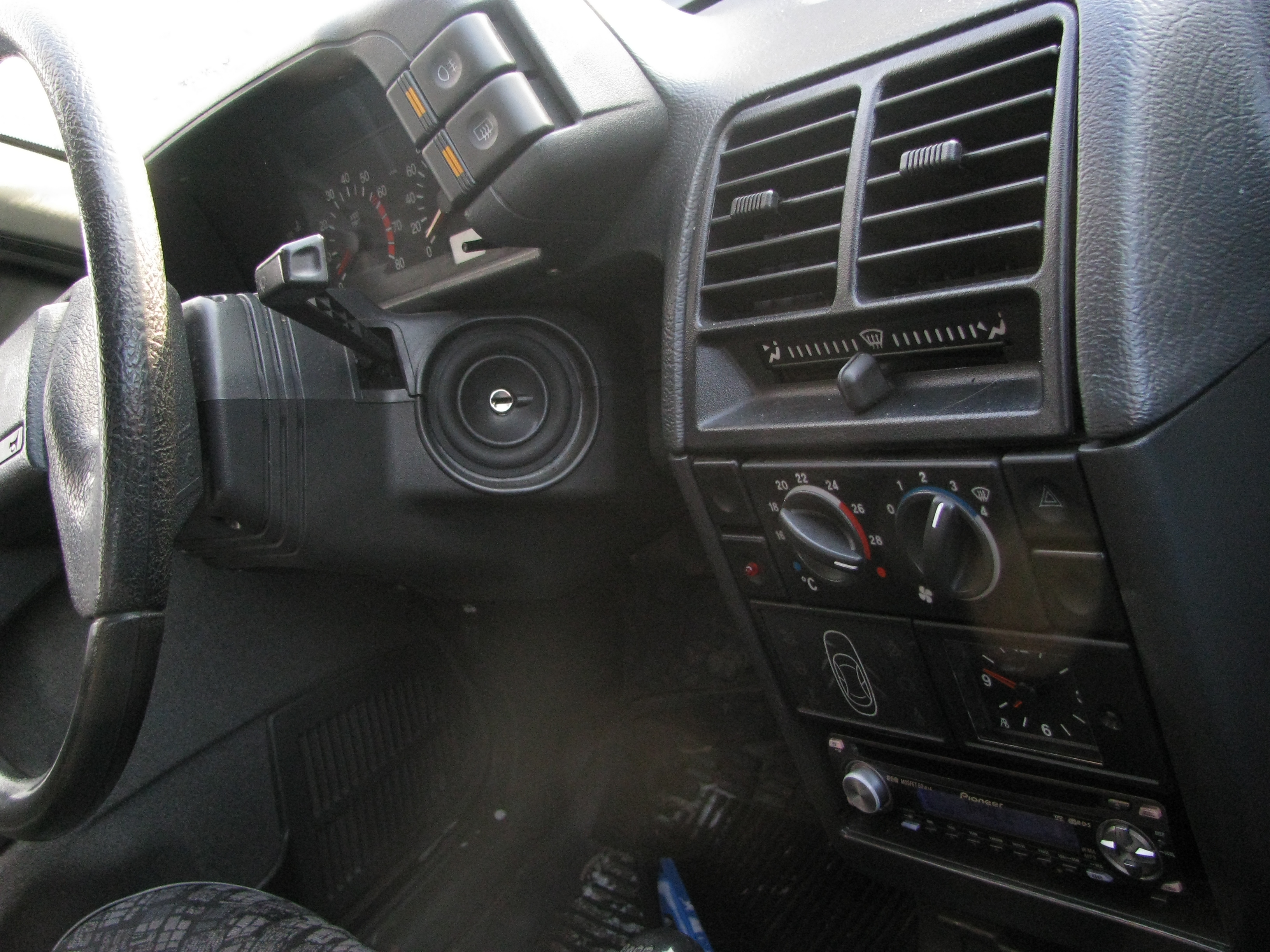

У середині 1980-х років почалося проєктування седана на базі ВАЗ-2108. Проєкт отримав назву ВАЗ-2110. Проте конструкторами були внесені дуже багато змін, зокрема що здорожують машину. Тому в 1987 році цей проєкт відокремили від проєкту простого перетворення ВАЗ-2108 у седан (що отримав тепер назву ВАЗ-21099).
Перший дослідний екземпляр ВАЗ-2110 з'явився ще в січні 1989 р., серійний випуск планувалося почати з 1992 р., проте внаслідок подальшого розвалу країни та глибокої економічної кризи ці плани було перенесено на п'ять років. Перші ВАЗ-2110 були випущені 27 червня 1995 р. в дослідно-промисловому виробництві (ОПП) АВТОВАЗУ. В результаті до моменту фактичного початку серійного виробництва «десятка» вже була на межі морального застарівання. Проте попри це, а також на традиційні для продукції автоваза претензії до якості, для російського автопрому вона все одно стала значним кроком вперед. Дизайн ВАЗ-2110 досить сучасний; на машині вперше у російському автомобілебудуванні були встановлені електронна система управління двигуном і діагностичний блок (бортовий комп'ютер), була передбачена можливість установки гідропідсилювача керма й електричних склопідіймачів, у деталях кузова використовувався оцинкований метал, була застосована нова технологія фарбування кузовів і т. п. У порівнянні з попереднім вазовським сімейством «Самара» «десятка» є автомобілем значно вищого класу. Її поява ознаменувала собою новий етап в розвитку російського автопрому.
Найближчими закордонними аналогами «десятки» є Opel Astra першого покоління, Opel Kadett E, Daewoo Nexia.
У березні 2007 року на АВТОВАЗІ було запущено серійне виробництво машин нового сімейства «Лада Пріора», що є глибокий рестайлінг «десятки» і покликаних змінити останню в модельному ряду компанії. Якийсь час «Пріори» і «десятки» випускалися паралельно. Останній ВАЗ-2110 зійшов з тольяттінського конвеєра 15 жовтня 2007 року. ВАЗ-2111 (універсал) і ВАЗ-2112 (хетчбек) випускалися ще рік і два відповідно.
Нині ВАЗ-2110 збираються за ліцензією з машинокомплектів АВТОВАЗУ на автозаводі в українському місті Черкаси під маркою «Богдан».
Існує версія, що прототипом для ВАЗ-2110 послужив макет автомобіля Москвич-2143. Хоча перші дизайнерські ескізи та макет (так званий подвійний макет) ВАЗ-2110 серії 200 були представлені в 1987 році, а макет Москвич-2143 в 1991.

### Дизайн
Як і всі радянські автомобільні дизайнери черпали натхнення із західного автопрому, "ВАЗ 2110" не став винятком і для його образу за основу було взято "Audi 80 B3", як часто зізнавалися самі радянські дизайнери, вони шукали нові ідеї в старих західних автожерналах. 

## Модифікації
- ВАЗ-21100 (8-клапанний бензиновий карбюраторний двигун робочим об'ємом 1,5 л., випускався з 1996 по 2000 р.)
- ВАЗ-21101 (8-клапанний бензиновий інжекторний двигун робочим об'ємом 1,6 л., випускався з 2004 р.)
- ВАЗ-21102 (8-клапанний бензиновий інжекторний двигун робочим об'ємом 1,5 л.)
- ВАЗ-21103 (16-клапанний бензиновий інжекторний двигун робочим об'ємом 1,5 л.)
- ВАЗ-21104 (16-клапанний бензиновий інжекторний двигун робочим об'ємом 1,6 л., випускався з 2004 р.)
- ВАЗ-21106 – спортивна модифікація ВАЗ 2110. Оснащений 16-клапанним бензиновим двигуном Opel C20XE робочим об'ємом 2,0 л. потужністю 150 к.с. Випускався малими серіями з 2001 по 2007 рік.
- ВАЗ-21106 Coupe – ВАЗ-21106 в кузові купе.
- ВАЗ-21107 – ралійна модифікація автомобіля ВАЗ-21106.
- ВАЗ 21108 «Прем'єр» – ВАЗ 2110 з подовженим на 175 мм кузовом та інжекторним 16-клапанним двигуном ВАЗ 2112 об'ємом 1,5 л. На замовлення міг стояти інжекторний 16-клапанний двигун ВАЗ 21124 об'ємом 1,6 л.
- ВАЗ 21109 «Консул» – ВАЗ 2110 в кузові лімузин. Має подовжену на 650 мм колісну базу та кузов довжиною 4910 мм, оснащений інжекторним 16-клапанним двигуном ВАЗ 2112 об'ємом 1,5 л.
- ВАЗ 2110 РПД – Спортивна модифікація автомобіля ВАЗ-2110 з роторно-поршневим двигуном потужністю 140 к. с.

У 2005-2007 роках серійно вироблялися тільки моделі 21101 і 21104. На частини машин 2006-2007 років випуску встановлювалася нова панель приладів і спойлер багажника.

## Богдан-2110
З 2009 року виробництво ВАЗ-2110 перенесли в Черкаси (Україна) на завод корпорації «Богдан», модель отримала назву Богдан-2110 (Bogdan 2110).
Bogdan 2110 оснащується 8-клапанним двигуном об'ємом 1,6 літра (80 к. с.) і 16-клапанним двигуном того ж об'єму (89 к. с.). У стандартне оснащення автомобіля входять передні електросклопідіймачі та центральний замок, а за доплату пропонуються легкосплавні диски й протитуманні фари.

### Рестайлінг 2012
У 2012 році модель зазнала невеликого рестайлінгу. Від свого попередника рестайлінгова версія моделі Богдан-2110 відрізняється іншим переднім бампером, ґратами радіатора і деякими іншими деталями.

### Продажі Богдан-2110
У серпні 2013 року автомобілі Богдан-2110 вийшли на перше місце за продажем в Україні.
| Рік                   | Продажі Богдан-2110 в Україні |
| --------------------- | ----------------------------- |
| 2011                  | 485                           |
| 2012                  | 1 288                         |
| 2013 (січень-серпень) | 2 910                         |

## Оцінка машини
З моменту своєї появи і до виходу «Пріори», «Десятка» була найпрестижнішим російським автомобілем, що займав верхню цінову нішу продукції ВАТ АВТОВАЗ. Проте спірний оригінальний дизайн автомобіля був неоднозначно зустрінутий автоаматорами. Основним об'єктом критики були і залишаються незграбна корма у поєднанні із загальними округлими формами кузова, безглузді арки задніх коліс. Проте найбільш неоднозначно сприймався контраст занадто «пухкого» кузова з динамічним, граціозним силуетом автомобіля, внаслідок чого у машини відразу ж з'явилося прізвисько «вагітна антилопа». Інша «фішка» дизайну ВАЗ-2110 - чітко позначені межі між окремими елементами кузова — дала привід прозвати автомобіль «матрьошкою».

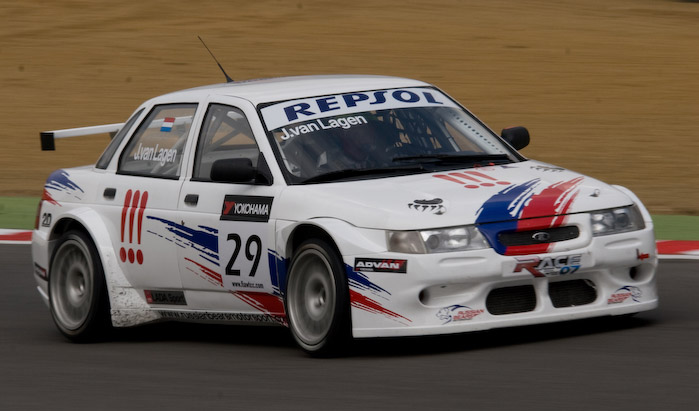
Спортивна Лада 21106

## Спорт
Лада 21106 2.0 л бере участь у міжнародному чемпіонаті FIA WTCC 2008 року, де використовується командою «Російські ведмеді» (Russian Bears Motorsport), машина № 27 Ладигин Кирило, № 28 Віктор Шаповалов і № 29 Яап ван Лаген. З 2009 року команда отримує статус заводської.

## Прототип дизайну
- Audi B12 80 Cw-Studie Prototype (1984) / Audi 80 (B3) Concept
- Opel Calibra
- Saab 9-3